# Carl August Sjöberg
Carl August Sjöberg var en svensk bildhuggare, verksam i mitten av 1800-talet.
Sjöberg noterades som bildhuggarelev när han 1846 i Göteborg ansökte om pass för en resa till Nordamerika. Han kom troligen att via Amerika fortsätta resan till Brasilien där han först var verksam som bildhuggare i Pernambuco. Han besökte 1859 konsulatet i Buenos Aires där han avlade en trohetsed till Karl XV och troligen flyttade han även till Buenos Aires eftersom det från 1859 finns verk utförda av Sjöberg i Buenos Aires. 